# Зине
Зине (пол. Zynie) — село в Польщі, у гміні Княжпіль Білґорайського повіту Люблінського воєводства. Населення — 209 осіб (2011).

## Історія
За даними етнографічної експедиції 1869—1870 років під керівництвом Павла Чубинського, у селі переважно проживали римо-католики, меншою мірою — греко-католики, які розмовляли українською мовою.
У 1975—1998 роках село належало до Замойського воєводства.

## Демографія
Демографічна структура станом на 31 березня 2011 року:
|          | Загалом | Допрацездатний вік | Працездатний вік | Постпрацездатний вік |
| -------- | ------- | ------------------ | ---------------- | -------------------- |
| Чоловіки | 105     | 9                  | 77               | 19                   |
| Жінки    | 104     | 23                 | 48               | 33                   |
| Разом    | 209     | 32                 | 125              | 52                   |